# Najm al-Dîn Dâyah Râzî
Najm al-Dîn 'Abdollah ibn Mohammad ibn Shâhâwar Asadî Râzî ou Najm al-Dîn Râzî (en persan : نجم‌ الدین رازی ), surnommé Dâyah (nourrice), est un maître soufi de la confrérie Kubrâwiyya, mort en 1256. Il est un élève direct de Najm al-Dîn Kubrâ, fondateur de la Kubrâwiyya.

## Biographie
Najm al-Dîn Râzî fut initié à la voie spirituelle dans la ville de Khârazm, au Khorâsân, et fait partie des douze disciples que Najm al-Dîn Kubrâ agréa nommément. Pour son initiation, ce dernier le plaça sous la tutelle d'un autre de ses disciples, le martyr Majd al-Dîn Baghdâdî,. En 1219, face à l'invasion mongole et sous les conseils de Najm al-Dîn Kubrâ, il quitte la ville à l'instar de Sa'd al-Dîn Hamuyeh ou Radîuddîn 'Alî Lâlâ. Il prend la fuite vers l'ouest, passe par Hérat, s'installe un temps à Hamadân, puis se replit à Ardabîl. Najm al-Dîn Râzî parcourt ensuite l'Asie Mineure, où il entretient des relations avec Sadroddîn Qonyawî et le cercle de Jallâl al-Dîn Rûmî à Konya. Il se dirige enfin vers Baghdâd et devient le premier kubrâwî à s'y établir. Cependant, son influence restera limitée dans cette ville, où il meurt et est enseveli en 1256,.

## Œuvre
Il est l'auteur d'un traité de soufisme rédigé en persan intitulé Mirsâd al-'ibâd (La grande route des hommes de Dieu) dans lequel il poursuit le développement de la théorie des couleurs amorcée par Najm al-Dîn Kubrâ. Henry Corbin dans son ouvrage L'homme de lumière dans le soufisme iranien, analyse les apports de Najm al-Dîn Râzî à cette théorie.
Un autre ouvrage porte le titre Minârât al-Sâ'irîn, dans lequel il s'emploie notamment à condamner les philosophes et qui témoigne d'une familiarité avec les écrits philosophiques et théologiques.
Dans une épître intitulée Risâlat al-'âshiq ilâ'l-ma'sûq, il commente la sentence « Le soufi n'est pas créé » faisant de Najm al-Dîn Râzî un transmetteur et un commentateur de Kharaqânî.
Il a également composé un commentaire du Coran (tafsir), le Bahr al-haqâ'iq, qu'il n'eut le temps d'achever. L'exégèse s'interrompt à là sourate "L'étoile" (53), mais elle sera reprise et terminée par un autre kubrâwi 'Alaoddawleh Semnânî,.

## Citation
« Si la lumière s'élève dans le Ciel du cœur en prenant la forme d'une lune ou de plusieurs lunes illuminantes, les deux yeux se ferment à ce monde-ci et à l'autre. Si cette lumière s'élève et que dans l'homme intérieur entièrement pur elle atteigne au degré du soleil ou de plusieurs soleils, le mystique ne connaît plus ni ce monde-ci ni l'autre, il ne voit plus que son propre Seigneur, sous le voile de l'Esprit ; alors son coeur est lumière, son corps subtil est lumière, son ouïe, sa vue, sa main, son extérieur et son intérieur, sont lumière, sa bouche et sa langue sont lumière. »